# Sitio arqueológico de Alto Paranapura
El sitio arqueológico de Alto Paranapura es un área de yacimientos precolombinos ubicado entre los departamentos de San Martín y Loreto, al noreste del Perú.

## Descripción
Fue descubierto el 26 de diciembre de 2010, luego de un deslizamiento de tierra en una parte del Alto Paranapura como consecuencia de las lluvias, algunos pobladores, principalmente de la provincia de Lamas (departamento de San Martín) ya tenían conocimiento de la presencia de artefactos precolombinos en la zona, uno de ellos hizo entrega de algunos en su poder al Instituto de Investigaciones de la Amazonía Peruana (IIAP).
El IIAP llegó a recoger más de 100 artefactos solamente en la provincia de Alto Amazonas (departamento de Loreto), entre piruros (un instrumento textil indígena) y hachas de piedra de hace 1.200 años, así como una vasija, platos de ceremonia y una figura en forma humana.

## Conservación
El sitio fue resguardado por el IIAP y el Ministerio de Cultura para nuevas expediciones en la zona. También se abrió la posibilidad de que Alto Paranapura pudiera convertirse también en un sitio turístico cultural. La ciudad más cercana es Yurimaguas, a tres hora por el río Paranapura.

## Expansión cultural
Para el antropólogo Santiago Rivas, el descubrimiento del Alto Paranapura muestra que los habitantes amazónicos prehispánicos en la selva baja tenían conocimientos de textilería y cultivo de algodón, además también demostró la existencia de una abundante arqueología amazónica, poca explorada a comparación de la andina y costeña.